# Epipsilia illuminata
Epipsilia illuminata là một loài bướm đêm trong họ Noctuidae.